# The Wrong Place
The Wrong Place è un singolo del gruppo musicale belga Hooverphonic, pubblicato il 4 marzo 2021 come primo estratto dal decimo album in studio Hidden Stories.
Il brano è stato selezionato per rappresentare il Belgio all'Eurovision Song Contest 2021.

## Descrizione
Gli Hooverphonic erano stati inizialmente selezionati per rappresentare il loro paese all'Eurovision Song Contest 2020 con la canzone Release Me, prima della cancellazione dell'evento. A marzo 2020 l'emittente radiotelevisiva fiamminga VRT li ha riselezionati internamente per l'edizione eurovisiva successiva. A novembre 2020 Luka Cruysberghs ha lasciato il gruppo, segnando il ritorno della cantante originale Geike Arnaert. The Wrong Place è stato confermato come brano belga per l'Eurovision Song Contest 2021 il 4 marzo 2021, in concomitanza con la sua pubblicazione sulle piattaforme digitali. Dopo essersi qualificati dalla prima semifinale, gli Hooverphonic si sono esibiti nella finale eurovisiva a Rotterdam, dove si sono piazzati al 19º posto su 26 partecipanti con 74 punti totalizzati.

## Tracce
Testi e musiche di Alex Callier e Charlotte Forêt.
1. The Wrong Place – 2:57

## Classifiche

### Classifiche settimanali
| Classifica (2021) | Posizione massima |
| ----------------- | ----------------- |
| Belgio (Fiandre)  | 1                 |
| Belgio (Vallonia) | 27                |
| Grecia            | 94                |
| Lituania          | 15                |
| Paesi Bassi       | 89                |

### Classifiche di fine anno
| Classifica (2021) | Posizione |
| ----------------- | --------- |
| Belgio (Fiandre)  | 73        |